# 시트룰린
시트룰린(영어: citrulline)은 α-아미노산인 유기 화합물이다. 시트룰린이라는 이름은 "수박"을 의미하는 라틴어인 "citrullus(수박속)"에서 유래하였다. 시트룰린은 1914년에 코가(Koga)와 오다케(Odake)에 의해 최초로 분리되었다. 시트룰린은 1930년에 와다(Wada)에 의해 최종적으로 확인되었다. 시트룰린의 화학식은 H2NC(O)NH(CH2)3CH(NH2)CO2H이다. 시트룰린은 포유류에서 암모니아를 요소로 전환하여 배설하게 하는 경로인 요소 회로에서 핵심적인 대사 중간생성물이다. 시트룰린은 또한 산화 질소 생성효소에 의해 촉매되는 아미노산인 아르지닌으로부터 일산화 질소의 효소적 생성 과정에서 부산물로 생성된다.

## 생합성
시트룰린은 요소 회로에서 오르니틴 트랜스카바밀레이스에 의해 오르니틴과 카바모일 인산으로부터 생성된다. 시트룰린은 또한 산화 질소 생성효소(NOS, EC 1.14.13.39) 계열의 효소들에 의해 촉매되는 반응의 부산물로 아르지닌으로부터 생성된다. 시트룰린은 모낭 상피의 내모근초 및 모수질에서 트라이코히알린 효소에 의해 아르지닌으로부터 생성된다. 아르지닌은 먼저 N-하이드록실-아르지닌으로 산화된 다음, 산화 질소의 방출과 함께 시트룰린으로 산화된다. 이러한 시트룰린과 아르기닌의 작용기전으로부터 근육내의 단백질생성을 증가시키는 경우가 보고된바있다.

## 기능
몇몇 단백질들은 번역 후 변형의 결과로 시트룰린을 가지고 있다. 이러한 시트룰린 잔기들은 펩티딜아르지닌 탈이미노효소라고 불리는 효소 계열에 의해 생성되는 데, 펩티딜아르지닌 탈이미노효소는 칼슘 이온의 도움을 받아 시트룰린화 또는 탈이미노화라고 불리는 과정에서 아르지닌을 시트룰린으로 전환시킨다. 일반적으로 시트룰린 잔기를 가지고 있는 단백질로는 수초염기성 단백질(MBP), 필라그린 및 몇몇 히스톤 단백질 등이 있으며, 피브린과 비멘틴과 같은 다른 단백질들은 세포사 및 조직 염증시 시트룰린화 되기 쉽다.
혈액 중의 시트룰린의 농도는 장 기능성의 바이오마커이다.

## 같이 보기
- 아미노산
- 요소 회로
- 오르니틴
- 시트룰린혈증